# The Fall - Caccia al serial killer
The Fall - Caccia al serial killer è una serie televisiva ideata da Allan Cubitt (trasmessa in prima visione su RTÉ One e su BBC Two a partire rispettivamente dal 12 maggio e dal 13 maggio 2013). 
BBC Two ha rinnovato la serie per una seconda stagione di sei episodi (le cui riprese sono iniziate a febbraio 2014). 
Dalla suddetta stagione al cast della serie si unisce l'attore Irlandese Colin Morgan per interpretare il ruolo del giovane detective Tom Anderson.
Gillian Anderson rivelò (in un'intervista rilasciata durante il programma britannico "This Morning") che vi erano molte idee per realizzare una terza stagione (sebbene all'origine il creatore della serie avesse previsto soltanto 12 episodi in totale).
Il 10 marzo 2015 è stata confermata la produzione di una terza stagione (trasmessa nel Regno Unito dal 28 settembre 2016).

## Trama
La serie è ambientata nell'Irlanda del Nord e segue le indagini della polizia locale riguardo a dei casi di omicidio recenti. Dopo 28 giorni di ricerche viene chiamata dalla Metropolitan Police, in aiuto della polizia locale, la sovrintendente Stella Gibson. Grazie al suo aiuto, i poliziotti devono fermare Paul Spector, il serial killer artefice delle morti. Paul sta uccidendo giovani donne, single e in carriera, che lavorano nella città di Belfast. 
Agendo con predeterminazione e astuzia, Paul riesce a non lasciare traccia sulle scene del crimine (motivo per cui nessuno sembra riuscire a rintracciarlo). Stella riesce per prima a collegare il più recente degli omicidi ad altri due omicidi già commessi (riconoscendo per prima la mano di un serial killer nei rituali misogini e di dominazione della donna posti in essere da Paul).
Per questo sembra essere l'unica persona che indaga sul caso in grado di capire Paul e riuscire a stanarlo. Nel frattempo Paul è alle prese con la sua doppia vita (dovendosi dividere tra lavoro e famiglia alla luce del sole e la sua attività di ricerca sulle prossime vittime che sembra essere per lui un rituale nei periodi precedenti all'omicidio).

## Episodi
| Stagione         | Episodi | Prima TV UK | Prima TV Italia |
| ---------------- | ------- | ----------- | --------------- |
| Prima stagione   | 5       | 2013        | 2014            |
| Seconda stagione | 6       | 2014        | 2015            |
| Terza stagione   | 6       | 2016        | 2016-2017       |

## Produzione e altre versioni
Nel settembre 2016, Allan Cubitt conferma la possibilità di future stagioni della serie. La terza è stata l'ultima con Jamie Dornan protagonista. Tuttavia non si hanno notizie sulla quarta stagione, dove Gillian Anderson ha comunque dato la sua disponibilità. Inoltre, nell'agosto 2016, ne verrà prodotta una versione francese intitolata Dans l'ombre du tueur, poi rinominata Insoupçonnable, con protagonisti Emmanuelle Seigner e Melvil Poupaud. Il resto del cast è composto da Jean-Hugues Anglade, Claire Keim, Patrick Chesnais, Bérengère Krief e Sofia Essaïdi. Le riprese sono iniziate a Lione il 12 settembre 2016.